# ROKS Shin Chae-ho
Le ROKS Shin Chae-ho 신채호) (pennant number : SS-086) est un sous-marin de la marine de la République de Corée. C’est le troisième navire de la classe Dosan Ahn Changho, et le dernier navire du lot 1 après les sous-marins ROKS Dosan Ahn Changho et ROKS Ahn Mu. Il est nommé d’après le militant coréen pour l'indépendance Shin Chae-ho (1880-1936).

## Conception
La classe Dosan Ahn Changho intègre le système de lancement vertical coréen. Chacun de ces navires pourra transporter jusqu’à dix missiles de croisière d’attaque terrestre de conception indigène « Chonryong » et des missiles balistiques lancés par sous-marin (SLBM) « Hyunmoo » . Ils deviennent ainsi les premiers sous-marins de la marine sud-coréenne à avoir ce type de capacité. Ils ont également de nombreuses autres améliorations par rapport à leurs prédécesseurs, et sont construits avec une plus grande proportion de technologies sud-coréennes, en particulier dans les derniers lots, qui comprendront des batteries lithium-ion Samsung SDI,. Conçus pour un déplacement de plus de 3800 tonnes en immersion (chiffre vérifié lors d’essais en mer) ce sont les plus grands sous-marins conventionnels jamais construits par la Corée du Sud.
Le ROKS Shin Chae-ho est long de 83,5 mètres et large de 9,6 mètres. Son tirant d'eau est de 7,62 mètres. Il a un déplacement de 3358 tonnes en surface et 3705 tonnes en immersion. Il est doté d’un système de propulsion indépendant de l’air, dite propulsion anaérobie, (sigle AIP en anglais), utilisant des piles à combustible à hydrogène et des batteries lithium-ion. Il a été équipé de technologies de pointe de contrôle du bruit, offrant des capacités de missions secrètes et une capacité de survie considérablement améliorées. Il peut naviguer à une vitesse maximale de 12 nœuds en surface et 20 nœuds (37 km/h) en plongée et peut opérer sous l’eau pendant 20 jours sans refaire surface. Il a une autonomie de croisière de 10000 milles marins (18520 km). Son équipage est de 50 personnes,,,.
Équipé d’une technologie de pointe, le ROKS Shin Chae-ho dispose d’une suite complète de systèmes de combat et de sonars, soulignant l’importance de l’autonomie dans les capacités de défense. Il est également équipé de mâts de surveillance électro-optiques de nouvelle génération de Safran Electronics & Defense, qui offrent une résolution d’image élevée et des fortes capacités de traitement.
Le sous-marin est armé de six tubes lance-torpilles de 533 mm de diamètre pour torpilles lourdes, de mines marines, de missiles antinavires Hong Sang Eo et de missiles de croisière Hyunmoo-3 via un système de lancement vertical (VLS) de conception sud-coréenne. Ce système de lancement vertical à six tubes le rend également capable de tirer des missiles balistiques lancés par sous-marin (SLBM), conçus pour éliminer les cibles nucléaires et de missiles nord-coréens s’il y a des signes clairs qu’ils vont être utilisés,,,,,.

## Carrière
La construction du Shin Chae-ho a commencé en juin 2017 dans l’usine de construction navale de Hyundai Heavy Industries (HHI) à Ulsan, Corée du Sud, à 299 kilomètres au sud-est de Séoul. Le sous-marin a été lancé le 28 septembre 2021,, au chantier naval Hyundai Heavy Industries d’Ulsan, et livré à la marine de la république de Corée lors d’une cérémonie au même endroit le 4 avril 2024. La cérémonie a rassemblé des responsables de la marine, de l’Administration du programme d'acquisition de la défense (DAPA) et de Hyundai Heavy Industries, ainsi qu’une vingtaine de responsables militaires et gouvernementaux de neuf pays,,,,.
Il est nommé d’après le célèbre militant indépendantiste coréen Shin Chae-ho (1880-1936),,,.
Le sous-marin sera déployé par la Marine en 2024 après huit mois d’essais opérationnels et d’évaluation, a déclaré la DAPA,,,.